# Moon Seon-min
Dans ce nom coréen, le nom de famille, Moon, précède le nom personnel.
Moon Seon-min (en coréen : 문선민), né le 9 juin 1992 à Séoul en Corée du Sud, est un footballeur international sud-coréen, qui évolue au poste de milieu offensif. Il joue actuellement dans le club du FC Séoul.

## Biographie

### Carrière internationale
Il est convoqué pour la première fois en équipe de Corée du Sud par le sélectionneur national Shin Tae-yong, pour un match amical contre le Honduras le 28 mai 2018. Lors de ce match, Moon Seon-min entre à la 56e minute de la rencontre, à la place de Lee Chung-yong. Puis, à la 72e minute, il inscrit son premier but en sélection. Le match se solde par une victoire de 2-0.
Le 2 juin 2018, il fait partie de la liste des 23 joueurs sud-coréens sélectionnés pour disputer la Coupe du monde de 2018 en Russie. Lors du mondial, il dispute deux matchs de poule, contre le Mexique et l'Allemagne. Il reste en revanche sur le banc lors du premier match face à la Suède.

## Statistiques

### Carrière
| Saison                | Club                  | Championnat           | Championnat | Championnat | Coupe(s) nationale(s) | Coupe(s) nationale(s) | Corée du Sud | Corée du Sud | Total | Total |
| Saison                | Club                  | Division              | M.          | B.          | M.                    | B.                    | M.           | B.           | M.    | B.    |
| 2012                  | Östersunds FK         | Division 1            | 15          | 2           | 2                     | 0                     | -            | -            | 17    | 2     |
| 2013                  | Östersunds FK         | Superettan            | 25          | 2           | -                     | -                     | -            | -            | 25    | 2     |
| 2014                  | Östersunds FK         | Superettan            | 25          | 5           | -                     | -                     | -            | -            | 25    | 5     |
| 2015                  | Östersunds FK         | Superettan            | 16          | 1           | -                     | -                     | -            | -            | 16    | 1     |
| Sous-total            | Sous-total            | Sous-total            | 81          | 10          | 2                     | 0                     | 0            | 0            | 83    | 10    |
| 2015                  | Djurgårdens IF (prêt) | Allsvenskan           | 10          | 1           | 1                     | 0                     | -            | -            | 11    | 1     |
| 2016                  | Djurgårdens IF        | Allsvenskan           | 10          | 1           | -                     | -                     | -            | -            | 10    | 1     |
| Sous-total            | Sous-total            | Sous-total            | 20          | 2           | 1                     | 0                     | 0            | 0            | 21    | 2     |
| 2017                  | Incheon United        | K League              | 30          | 4           | -                     | -                     | -            | -            | 30    | 4     |
| 2018                  | Incheon United        | K League              | 19          | 9           | -                     | -                     | 5            | 1            | 24    | 10    |
| Sous-total            | Sous-total            | Sous-total            | 49          | 13          | -                     | -                     | 5            | 1            | 54    | 14    |
| Total sur la carrière | Total sur la carrière | Total sur la carrière | 150         | 25          | 3                     | 0                     | 5            | 1            | 158   | 26    |

### Buts en sélection
Le tableau suivant liste tous les buts inscrits par Moon Seon-min avec l'équipe de Corée du Sud.